# 柳德裕
柳德裕（1902年8月2日—1959年），出身於臺灣臺南麻豆，是一位畫家及臺灣白色恐怖受難者。

## 生平
就讀麻豆公學校，曾是麻豆地區知名的彩繪師黃矮（1890-1974）的弟子，1927年曾追隨仲吉哲哉學習西洋畫。
在自學油畫後，柳德裕的作品入選於臺灣美術展覽會第三、六、八屆圖鑑。同時，柳德裕因組織「拒毒會」與「農民組合」勞動會，熱心從事於社會運動，而經常遭到警政單位關切。
1953年，他因「與匪諜交往」，遭判處感化教育2年6個月1日。

## 外部連結
- 藝匠群英(09) 黃矮柳德裕陳柱@ 微曦山房雜記:: 隨意窩Xuite日誌 （页面存档备份，存于）